# We Love Mackey
『We Love Mackey』（ウィ・ラブ・マッキー）は、槇原敬之のトリビュート・アルバム。2011年1月12日発売。発売元はソニー・ミュージックレコーズ。

## 概要
槇原敬之のデビュー20周年を記念したトリビュート・アルバム。2011年3月4日Bunkamuraオーチャードホールでトリビュート・コンサート「We Love Mackey」が開催。かりゆし58、キマグレン、ゴスペラーズ、さかいゆう、JUJU、中村中、一青窈、福原美穂、miwa。槇原も登場。

## 収録曲
1. もう恋なんてしない／JUJU
2. どんなときも。／キマグレン
3. うん／ゴスペラーズ
4. 彼女の恋人／秦基博
5. SPY／一青窈 feat. SOIL&"PIMP"SESSIONS
6. 素直／福原美穂
7. どうしようもない僕に天使が降りてきた／藤井フミヤ
8. 遠く遠く／さかいゆう
9. PENGUIN／中村中
10. 冬がはじまるよ／かりゆし58
11. 北風 〜君にとどきますように〜／miwa
12. 僕が一番欲しかったもの／K
13. ANSWER／コブクロ　（『ALL COVERS BEST』収録）

## 演奏
もう恋なんてしない
- JUJU：Vocals
- 武部聡志：Arrangement & Keyboards
- 鶴谷智生：Drums
- 松原秀樹：Bass
- 福原将宣：Guitar
- 山中雅文：Synthesizer Operation

どんなときも。
- キマグレン：Vocals
- GIRA MUNDO：Arrangement, Programming & Guitars
- 西岡ヒデロー：Trumpet & Horn Arrangement
- 霜田裕司：Trombone

うん
- ゴスペラーズ：Vocals
- 武部聡志：Arrangement & Piano

彼女の恋人
- 秦基博：Vocal, Acoustic Guitar & Chorus
- 久保田光太郎：Acoustic Guitar & Lap Steel Guitar
- 鹿島達也：Wood Bass
- 正木建一：Percussions

SPY
- 一青窈：Vocals
- 社長：Agitator
- タブゾンビ：Trumpet
- 元晴：Saxophone
- 丈青：Piano, Keyboards
- 秋田ゴールドマン：Bass
- みどりん：Drums

素直
- 福原美穂：Vocals
- 武部聡志：Arrangement & Piano

どうしようもない僕に天使が降りてきた
- 藤井フミヤ：Vocals
- 屋敷豪太：Drums
- 有賀啓雄：Arrangement & Bass
- 佐橋佳幸：Guitar
- 松本圭司：Piano & Keyboards
- 大石真理恵：Percussion
- 増本直樹：Programming

遠く遠く
- さかいゆう：Vocal, Chorus, Piano, Pianica
- 村上“ポンタ”秀一：Drums

PENGUIN
- 中村中：Vocal, Percussions, Arrangement
- 四家卯大：Strings Arrangement
- 紺野紗衣：Piano
- 四家卯大ストリングス：Strings

冬がはじまるよ
- 前川真悟：Vocal, Bass
- 新屋行裕、宮平直樹：Guitar
- 中村洋貴：Drums

北風 ～君にとどきますように～
- miwa：Vocals
- 小田原豊：Drums
- 松原秀樹：Bass
- 小倉博和：Guitar
- 山中雅文：Synthesizer Operation

僕が一番欲しかったもの
- K：Vocal, Piano
- 河野圭：Arrangement & Organ
- 坂田学：Drums
- 沖山優司：Bass
- 田中義人：Guitar

ANSWER
- コブクロ：Vocals
- 松浦基悦：Piano

## トリビュートコンサート「We Love Mackey」

### セットリスト
1. NG／槇原敬之
2. 冬がはじまるよ／かりゆし58
3. モンタージュ／かりゆし58、miwa
4. 北風 〜君にとどきますように〜／miwa
5. 素直／福原美穂
6. 彼女の恋人／福原美穂、さかいゆう
7. 遠く遠く／さかいゆう
8. PENGUIN／中村中
9. Hungry Spider／中村中、一青窈
10. SPY／一青窈
11. LOVE LETTER／一青窈、キマグレン
12. ズル休み／キマグレン
13. どんなときも。／キマグレン、かりゆし58、miwa、福原美穂、さかいゆう、中村中、一青窈
14. ANSWER／槇原敬之
15. もう恋なんてしない／JUJU
16. 今年の冬／JUJU、ゴスペラーズ
17. うん／ゴスペラーズ
18. 不安の中に手を突っ込んで／槇原敬之、ゴスペラーズ、JUJU
19. どうしようもない僕に天使が降りてきた／槇原敬之
20. 僕が一番欲しかったもの／槇原敬之
21. 林檎の花／全員（Encore）
22. 世界に一つだけの花／全員（Encore）